# Kim Čong-kju
Kim Čong-kju (korejsky 김 종규, anglickým přepisem: Kim Jong-kyu; * 2. března 1958) je bývalý jihokorejský zápasník, volnostylař. V roce 1984 vybojoval na olympijských hrách v Los Angeles bronzovou medaili v kategorii do 52 kg.
V roce 1982 obsadil čtvrté místo na mistrovství světa. V roce 1978 vybojoval stříbro a v roce 1982 bronz na Asijských hrách.